# هریسون، آلیه
هِریسون (به فرانسوی: Hérisson, تلفظ فرانسوی: [eʁisɔ̃]؛ اکسیتان: Eiriçon) شهری است در بخش آلیه در مرکز فرانسه.

## موقعیت جغرافیایی
هریسون ۳۲٫۵۷ کیلومتر مربع مساحت دارد ۱۹۹ متر بالاتر از سطح دریا واقع شده‌است.

## جمعیت
جمعیت هِریسون با کاهش رو به روست و جمعیت آن از ۱٬۰۴۳ در سال ۱۹۶۸ به ۶۳۶ نفر در سال ۲۰۱۲ رسیده‌است.

## نگارخانه

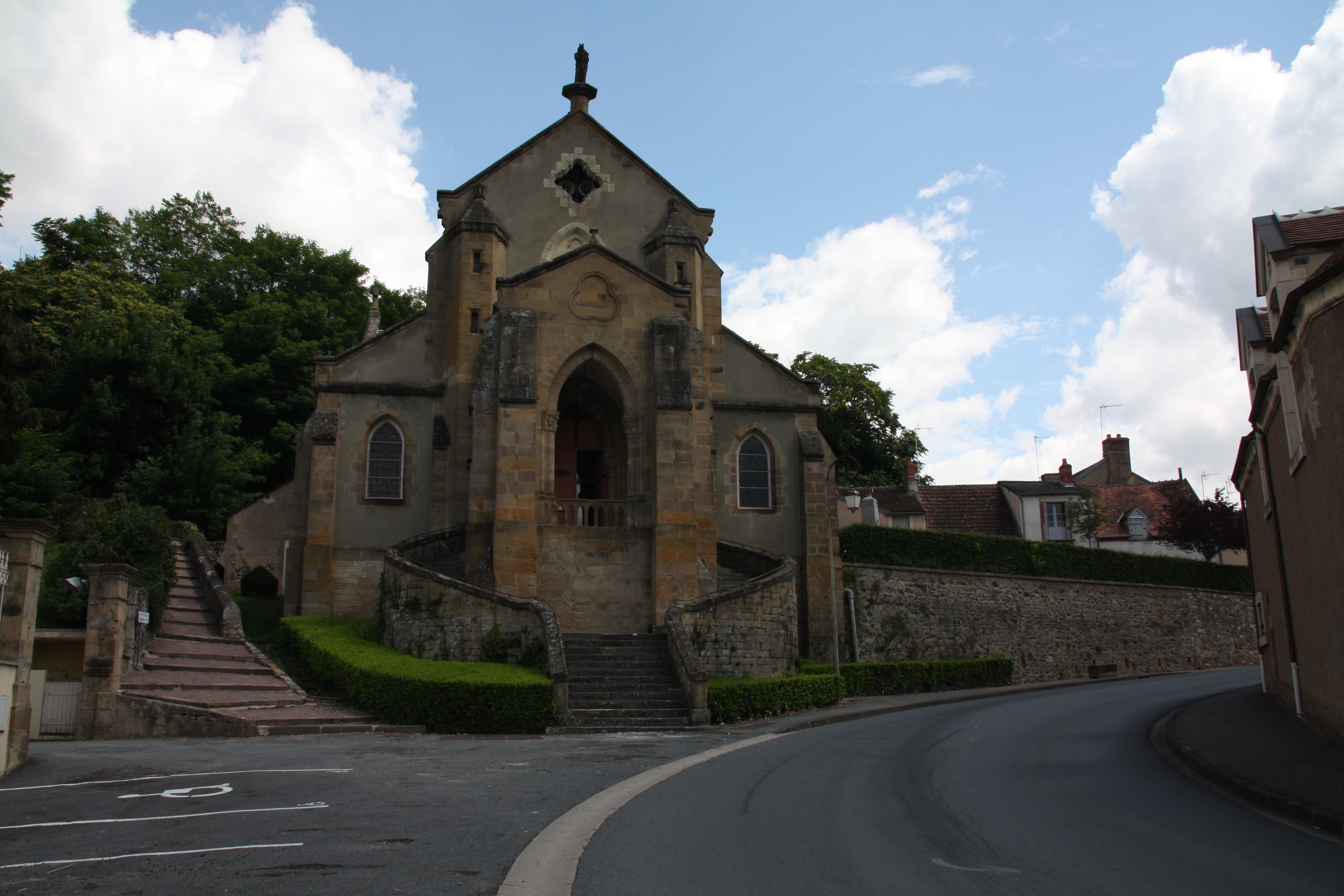
کلیسای نوتردام
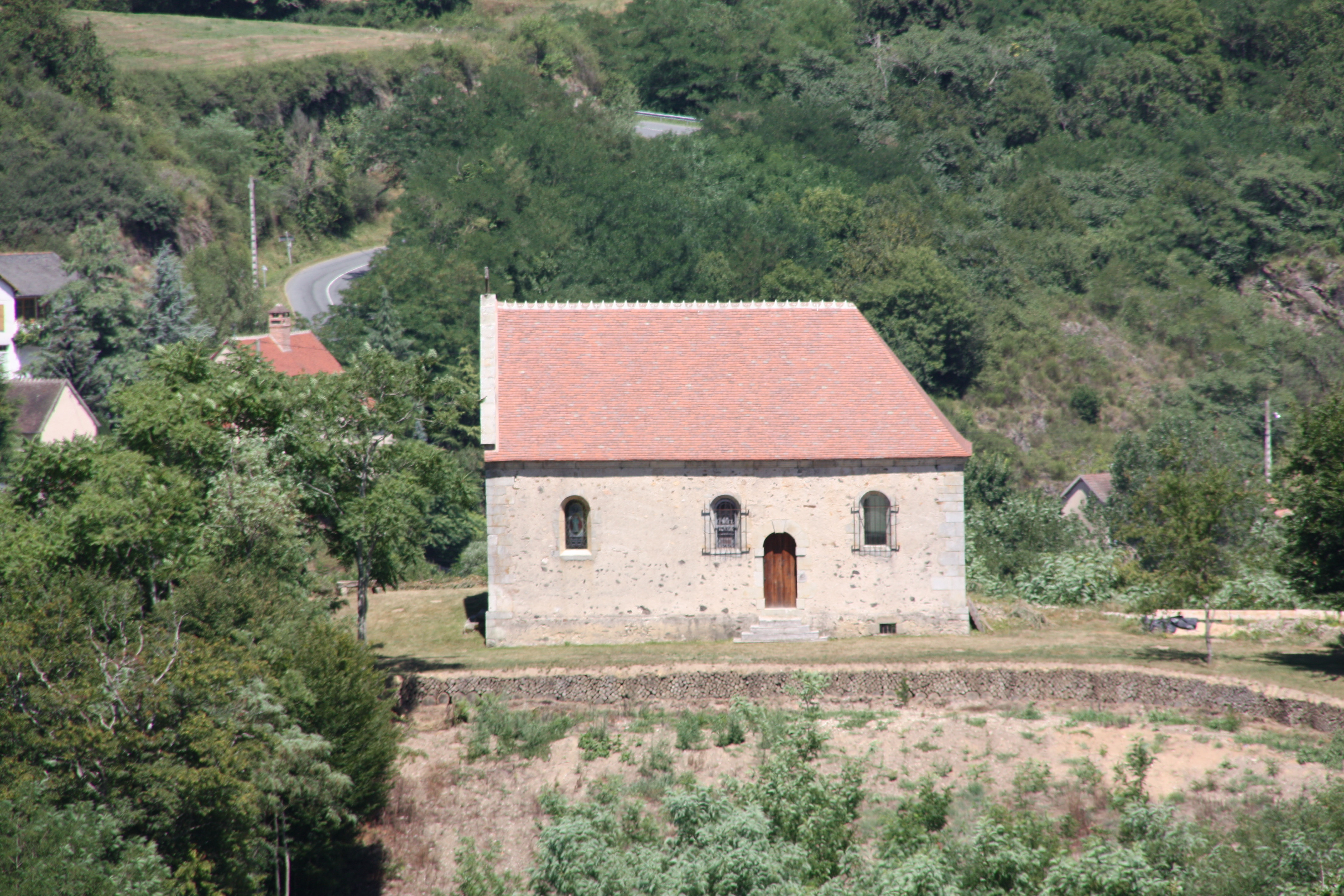
نمازخانه کالواری
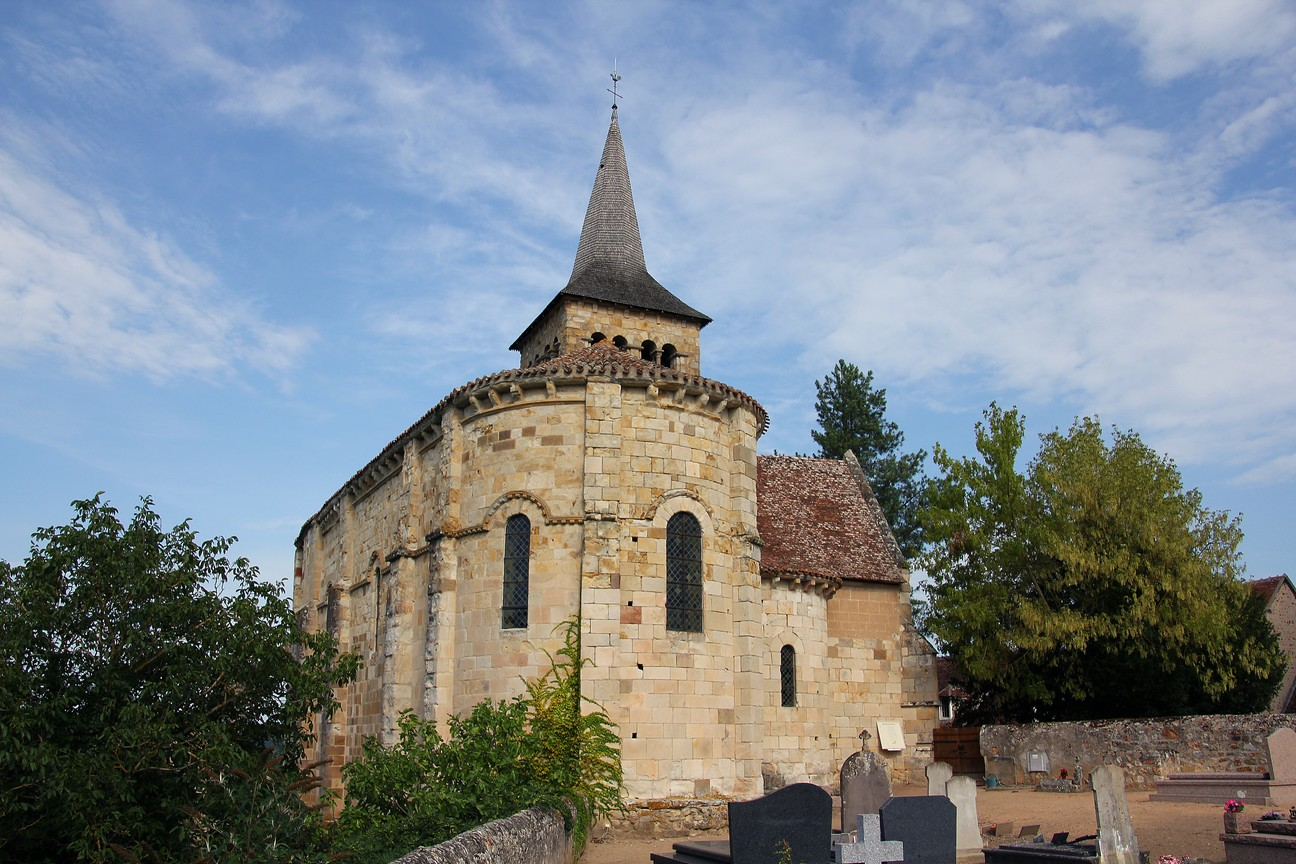
کلیسای شاتلوای (Châteloy)
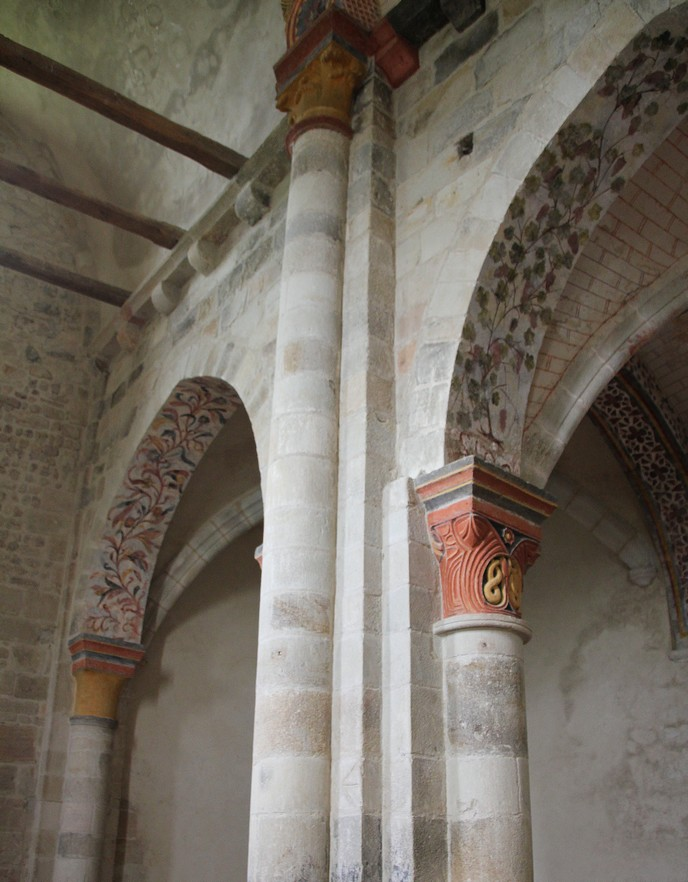
کلیسای شاتلوای: داخلی
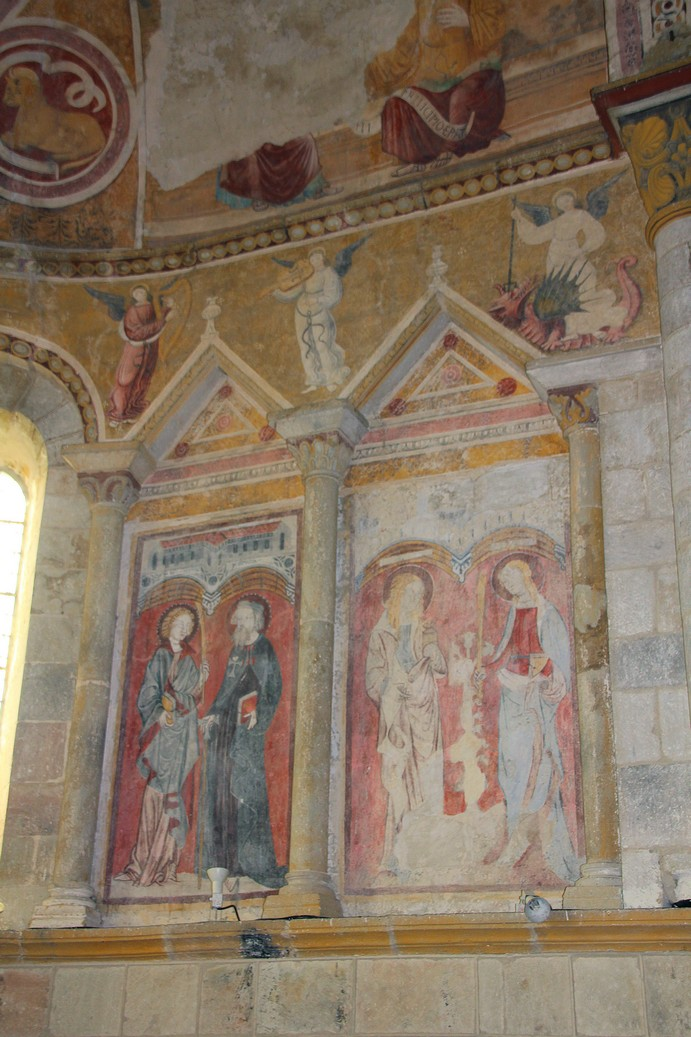
کلیسای شاتلوای: نقاشی دیواری
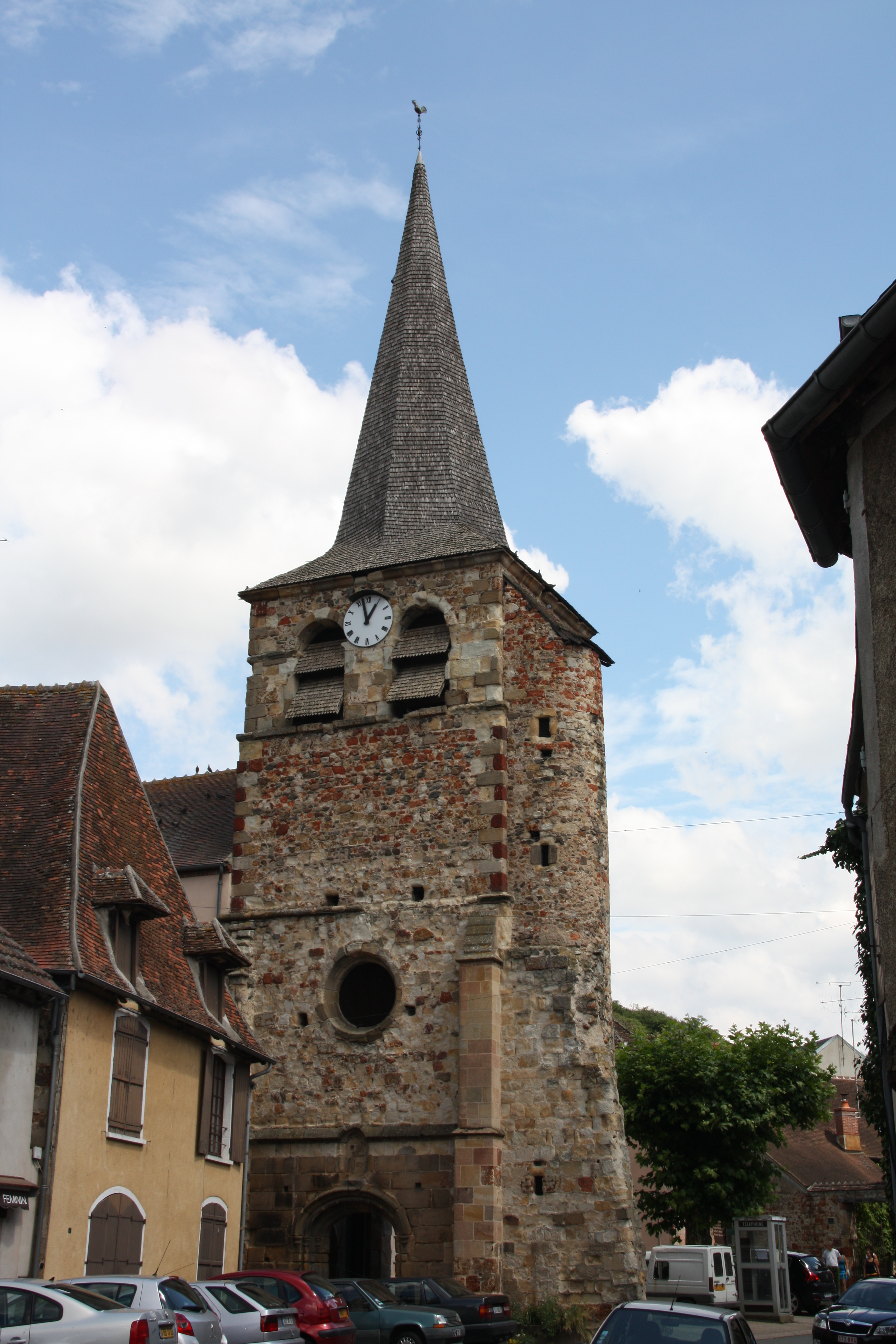
کلیسای قدیمی سن سوور (église Saint-Sauveur)
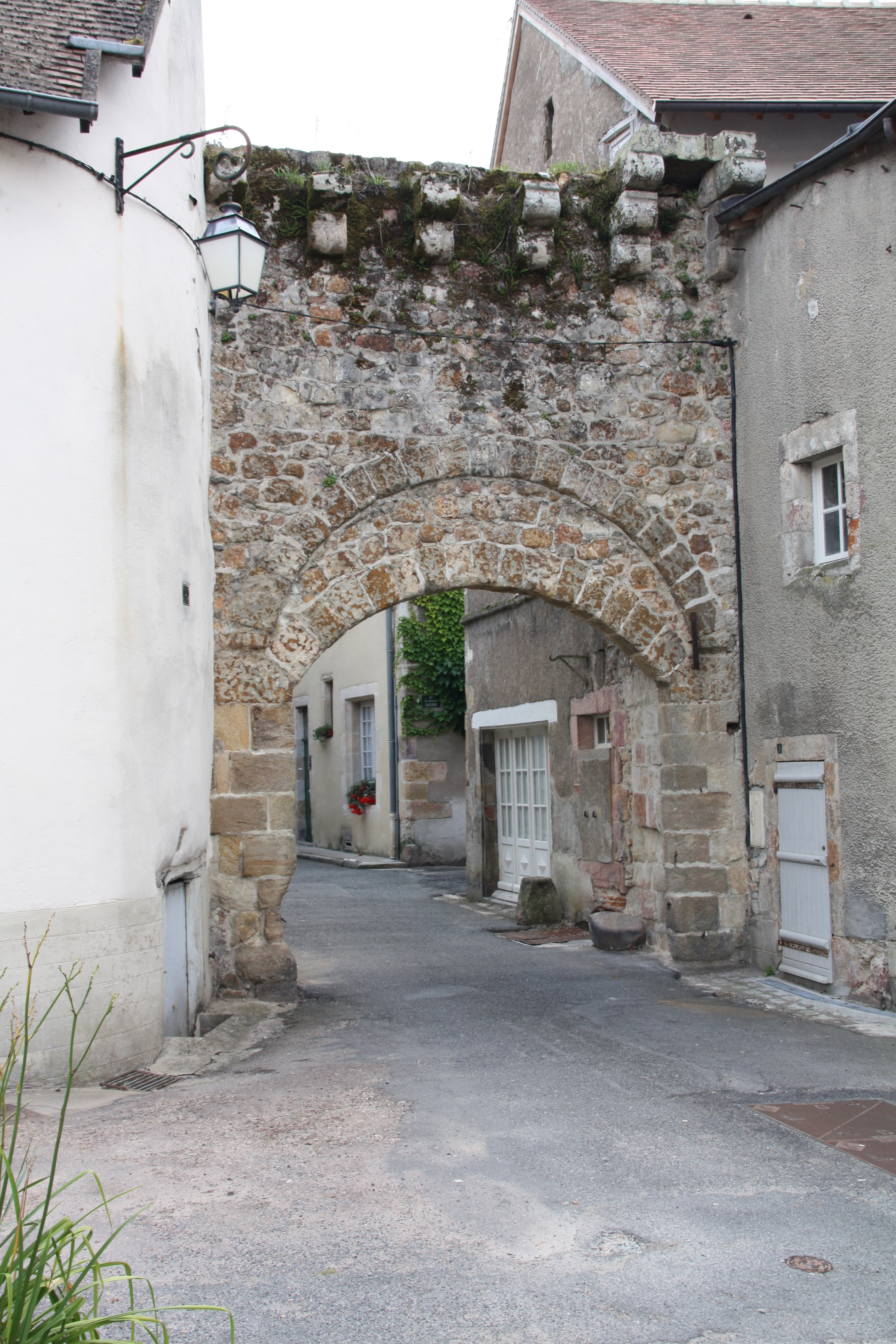
پورت دو وارن

## افراد مهم
- هنری هارپینیس (۲۸ ژوئن ۱۸۱۹ – ۲۸ اوت ۱۹۱۶)، نقاش سدهٔ نوزدهمی مکتب باربیزون که تصاویر زیادی از هریسون و اطراف آن کشید.
- لویی بیگنون (۲۶ ژوئن ۱۸۱۶–۱۸ مه ۱۹۰۶)، رستوران‌دار که کافه ریچ را به شیک‌ترین مکان شهر پاریس تبدیل کرد.
- اولیویه پریر (متولد ۱۵ سپتامبر ۱۹۴۰)، بازیگر و کارگردان مشترک در «تئاتر دو فدراسیون» (Théâtre des Fédérés).